# Виноградне (Григоріопольський район)
Виноградне (рос. Виноградное; рум. Vinogradnoe) — село в Григоріопольському районі в Молдові (Придністров'ї). Утворює Винограднянську сільську раду.
Станом на 2004 рік у селі проживало 43,8% українців.